# Haranglábfajok listája
A harangláb (Aquilegia) a boglárkavirágúak (Ranunculales) rendjébe, ezen belül a boglárkafélék (Ranunculaceae) családjába tartozó nemzetség.

## Rendszerezés
A nemzetségbe az alábbi 129 faj tartozik:
- havasi harangláb (Aquilegia alpina) L.
- Aquilegia amaliae Heldr. ex Boiss.
- Aquilegia apuana (Marchetti) E.Nardi
- Aquilegia aradanica Shaulo & Erst
- Aquilegia aragonensis Willk.
- Aquilegia atrata W.D.J.Koch
- Aquilegia atrovinosa Popov ex Gamajun.
- Aquilegia atwoodii S.L.Welsh
- Aquilegia aurea Janka
- Aquilegia ballii (Litard. & Maire) E.Nardi
- Aquilegia baltistanica Qureshi & Chaudhri
- Aquilegia baluchistanica Qureshi & Chaudhri
- Aquilegia barbaricina Arrigoni & E.Nardi
- Aquilegia barnebyi Munz
- Aquilegia barykinae Erst, Karakulov & Luferov
- Aquilegia bernardii Gren. & Godr.
- Aquilegia bertolonii Schott
- Aquilegia blecicii A.Podob.
- Aquilegia borodinii Schischk.
- kisvirágú harangláb (Aquilegia brevistyla) Hook.
- Aquilegia buergeriana Siebold & Zucc.
- kanadai vörös harangláb (Aquilegia canadensis) L.
- Aquilegia cazorlensis Heywood
- Aquilegia champagnatii Moraldo, Nardi & la Valva
- Aquilegia chaplinei Standl. ex Payson
- Aquilegia chitralensis Qureshi & Chaudhri
- arany harangláb (Aquilegia chrysantha) A.Gray
- kolorádói kék harangláb (Aquilegia coerulea) E.James
- Aquilegia colchica Kem.-Nath.
- Aquilegia confusa Rota
- Aquilegia cossoniana (Maire & Sennen) E.Nardi
- Aquilegia × cottia Beyer
- Aquilegia cymosa Qureshi & Chaudhri
- Aquilegia daingolica Erst & Shaulo
- sivatagi harangláb (Aquilegia desertorum) (M.E.Jones) Cockerell ex A.Heller
- Aquilegia desolaticola S.L.Welsh & N.D.Atwood
- Aquilegia dichroa Freyn
- Aquilegia dinarica Beck
- Aquilegia discolor Levier & Leresche
- Aquilegia dumeticola Jord.
- Aquilegia ecalcarata Maxim.
- Aquilegia einseleana F.W.Schultz
- nyugati vörös harangláb (Aquilegia elegantula) Greene
- Aquilegia euchroma Rech.f.
- Aquilegia eximia Van Houtte ex Planch.
- japán harangláb (Aquilegia flabellata) Siebold & Zucc.
- sárga harangláb (Aquilegia flavescens) S.Watson
- nyugati harangláb (Aquilegia formosa) Fisch. ex DC.
- Aquilegia fosteri (S.L.Welsh) S.L.Welsh
- Aquilegia fragrans Benth.
- Aquilegia ganboldii Kamelin & Gubanov
- Aquilegia gegica Jabr.-Kolak.
- Aquilegia glandulosa Fisch. ex Link.
- Aquilegia gracillima Rech.f.
- Aquilegia grata Maly ex Zimmeter
- Aquilegia grubovii Erst, Luferov, Wei Wang & K.l.Xiang
- Aquilegia guarensis Losa
- Aquilegia hinckleyana Munz
- Aquilegia hirsutissima Timb.-Lagr. ex Gariod
- Aquilegia hispanica (Willk.) Borbás
- Aquilegia holmgrenii S.L.Welsh & N.D.Atwood
- Aquilegia incurvata P.K.Hsiao
- Aquilegia iulia E.Nardi
- Aquilegia japonica Nakai & H.Hara
- Aquilegia jonesii Parry
- Aquilegia kamelinii Erst, Shaulo & Shmakov
- Aquilegia kansuensis (Brühl) Erst
- Aquilegia karatavica Mikeschin
- Aquilegia karelinii (Baker) O.Fedtsch. & B.Fedtsch.
- Aquilegia kitaibelii Schott
- Aquilegia kozakii Masam.
- Aquilegia kubanica I.M.Vassiljeva
- Aquilegia kurramensis Qureshi & Chaudhri
- Aquilegia lactiflora Kar. & Kir.
- Aquilegia laramiensis A.Nelson
- Aquilegia litardierei Briq.
- hosszúsarkantyús harangláb (Aquilegia longissima) A.Gray ex S.Watson
- Aquilegia lucensis E.Nardi
- Aquilegia magellensis F.Conti & Soldano
- Aquilegia maimanica Rech.f.
- Aquilegia marcelliana E.Nardi
- Aquilegia × maruyamana Kitam.
- Aquilegia meridionalis (Quézel & Contandr.) E.Nardi
- Aquilegia micrantha Eastw.
- Aquilegia microcentra Rech.f.
- Aquilegia microphylla (Korsh.) Ikonn.
- Aquilegia montsicciana Font Quer
- Aquilegia moorcroftiana Wall. ex Royle
- Aquilegia nakaoi Tamura
- Aquilegia nevadensis Boiss. & Reut.
- feketéllő harangláb (Aquilegia nigricans) Baumg.
- Aquilegia nikolicii Niketic & Cikovak
- Aquilegia nivalis (Falc. ex Brühl) J.R.Drumm. & Hutch.
- Aquilegia nugorensis Arrigoni & E.Nardi
- Aquilegia nuragica Arrigoni & E.Nardi
- Aquilegia ochotensis Vorosch.
- Aquilegia × oenipontana A.Kern. ex Riedl
- Aquilegia olympica Boiss.
- Aquilegia ophiolithica Barberis & E.Nardi
- Aquilegia ottonis Orph. ex Boiss.
- Aquilegia oxysepala Trautv. & C.A.Mey.
- Aquilegia pancicii Degen
- Aquilegia parviflora Ledeb.
- Aquilegia paui Font Quer
- Sierra-harangláb (Aquilegia pubescens) Coville
- Aquilegia pubiflora Wall. ex Royle
- Aquilegia pyrenaica DC.
- Aquilegia reuteri Boiss.
- Aquilegia rockii Munz
- Sziklás-hegységi kék harangláb (Aquilegia saximontana) Rydb.
- Aquilegia scopulorum Tidestr.
- Aquilegia shockleyi Eastw.
- Aquilegia sibirica Lam.
- Aquilegia sicula (Strobl) E.Nardi
- Aquilegia skinneri Hook.
- Aquilegia sternbergii Rchb.
- Aquilegia subscaposa Borbás
- Aquilegia synakensis Shaulo & Erst
- Aquilegia tianschanica Butkov
- erdélyi harangláb (Aquilegia transsilvanica) Schur
- Aquilegia turczaninowii Kamelin & Gubanov
- Aquilegia tuvinica I.M.Vassiljeva
- Aquilegia vicaria Nevski
- Aquilegia viridiflora Pall.
- Aquilegia viscosa Gouan
- Aquilegia vitalii Gamajun.
- közönséges harangláb (Aquilegia vulgaris) L. - típusfaj
- Aquilegia wittmanniana Steven ex Fisch., C.A.Mey. & Avé-Lall.
- Aquilegia yabeana Kitag.